# كاثي نيومان
كاثي نيومان (بالإنجليزية: Cathy Newman)‏ هي صحفية بريطانية، ولدت في 14 يوليو 1974 في غلدفورد في المملكة المتحدة.

## وصلات خارجية
- كاثي نيومان على موقع IMDb (الإنجليزية)